# Видукинд фон Валдек (Оснабрюк)
Видукинд фон Валдек (на немски: Widukind von Waldeck; † 18 ноември 1269) от Дом Валдек, е от 1265 до 1269 г. епископ на Оснабрюк.

## Биография
Той е син на граф Адолф I фон Валдек и Шваленберг († 1270) и първата му съпруга София († 1254).
Видукинд става духовник. От 1256 до 1260 г. той е пробст във Фритцлар, а от 1265 г. епископ на Оснабрюк. Видукинд, заедно с баща си Адолф I фон Валдек и брат си граф Хайнрих III фон Валдек, помага на ландграф Хайнрих I фон Хесен в успешната му борба с епископ Симон от Падерборн.
Неговият братовчед Гюнтер I фон Шваленберг е архиепископ на Магдебург (1277 – 1278) и епископ на Падерборн (1307 – 1310).